# Nacirema
Nacirema (rückwärts gelesen „American“, englisch für „Amerikaner“) ist eine Bezeichnung, unter der die Bevölkerung der Vereinigten Staaten Gegenstand ethnologischer Untersuchungen wurde, wobei das Ganze wohl weniger als eine wissenschaftliche Abhandlung, sondern eher als Satire zu verstehen ist.

## Beschreibung
Die Bezeichnung geht zurück auf den Aufsatz Body Ritual among the Nacirema von Horace Miner, der 1956 in der Zeitschrift American Anthropologist veröffentlicht wurde. Miner begann seinen Bericht mit folgendem Satz: „Der Mensch ist so vertraut mit der Diversität der Verhaltensweisen von verschiedenen Menschen in ähnlichen Situationen, dass er nicht dazu neigt, von sogar exotischen Sitten überrascht zu sein.“ Im Weiteren erläuterte Miner die amerikanische Gesellschaft in einer Weise, wie sonst Ethnologen Gebräuche fremder Kulturen zu beschreiben pflegen. Er beschrieb beispielsweise grausame Rituale, in denen Männer täglich ihre Gesichtshaut mit scharfen Klingen malträtieren (Rasur) oder Frauen regelmäßig ihren Kopf backen (Friseur).
Leser sollen über derartige Körperrituale der Ethnie Nacirema entsetzt gewesen sein, ohne dabei festzustellen, dass es sich um eine abstrahierte Beschreibung der eigenen Gesellschaft handelte. Ziel des Artikels war eine Kritik an gängiger wissenschaftlicher Schreibweise, die die soziale Wirklichkeit verzerrend darstellte. Miner wollte damit Kritik daran üben, wie weit die Art der Beobachtung an der Realität vorbeigehen kann. Für den nur fünfseitigen Aufsatz wurden mehr Abdruckgenehmigungen angefordert, als für irgendeinen anderen Artikel dieser Zeitschrift.
Es gab in den Folgejahren noch mehrere Publikationen, in denen die Autoren US-amerikanische Verhaltensweisen ähnlich satirisch darstellten wie Miner. So schrieb z. B. der Autor mit dem auffälligen Namen W.C. Water einen Artikel über die negative Einstellung der Nacirema zur Sexualität. Der Historiker Neil B. Thompson war ebenfalls von den Nacirema fasziniert und schrieb 1972 einen Artikel mit dem Titel Der mysteriöse Untergang der Nacirema.

## Trivia
Während des Dritten Golfkriegs nutzen US-Luftstreitkräfte den Luftwaffenstützpunkt auf dem Seeb International Airport in Oman und den entstandenen Wohnbereich als Camp Nacirema.
2013 brachte der bekannte Rapper „Papoose“, bürgerlicher Name Shamele Mackie, das Album The Nacirema Dream heraus.